# Hentzia tibialis
Hentzia tibialis là một loài nhện trong họ Salticidae.
Loài này thuộc chi Hentzia. Hentzia tibialis được Elizabeth Bangs Bryant miêu tả năm 1940.